# Jovtanți, Kameanka-Buzka
Jovtanți (în ucraineană Жовтанці) este localitatea de reședință a comunei Jovtanți din raionul Kameanka-Buzka, regiunea Liov, Ucraina.

## Demografie
Componența lingvistică a localității Jovtanți
     Ucraineană (99,6%)
     Alte limbi (0,34%)
Conform recensământului din 2001, majoritatea populației localității Jovtanți era vorbitoare de ucraineană (99,6%), existând în minoritate și vorbitori de alte limbi.